# Лосіни (гміна Тухоля)
Лосі́ни (пол. Łosiny) — село в Польщі, у гміні Тухоля Тухольського повіту Куявсько-Поморського воєводства.
Населення — 176 осіб (2011).
У 1975—1998 роках село належало до Бидгощського воєводства.

## Демографія
Демографічна структура станом на 31 березня 2011 року:
|          | Загалом | Допрацездатний вік | Працездатний вік | Постпрацездатний вік |
| -------- | ------- | ------------------ | ---------------- | -------------------- |
| Чоловіки | 90      | 21                 | 58               | 11                   |
| Жінки    | 86      | 23                 | 43               | 20                   |
| Разом    | 176     | 44                 | 101              | 31                   |